# Молодёжное (Херсонская область)
Молодёжное (укр. Молодіжне) — посёлок в Херсонской городской общине Херсонского района Херсонской области Украины. Во время вторжения России в Украину находился под оккупацией ВС РФ. В начале ноября 2022 года, в ходе контрнаступления в Херсонской области, Вооружённые силы Украины освободили поселок.
Почтовый индекс — 73487. Телефонный код — 552.

## Население
Население по переписи 2001 года составляло 1024 человека.

### Языковой состав
Родной язык населения по данным переписи 2001 года:
| Язык       | Численность, чел. | Доля     |
| ---------- | ----------------- | -------- |
| Украинский | 829               | 80,96 %  |
| Русский    | 189               | 18,46 %  |
| Другое     | 6                 | 0,58 %   |
| Итого      | 1 024             | 100,00 % |